# Bojana Milenković
Bojana Milenković (Belgrado, 6 de março de 1997) é uma jogadora de voleibol sérvia que atua como ponteira. Com a seleção da Sérvia, foi campeã mundial em 2018, campeã europeia e medalhista olímpica de bronze em Tóquio 2020.